# Шрі-Ланка на літніх Олімпійських іграх 1996
Шрі-Ланку на літніх Олімпійських іграх 1996 року в Атланті (США) представляли 9 спортсменів (5 чоловіків та 4 жінок), які брали участь у 3 видах спортивних змагань: з легкої атлетики, стрибків у воду та стрільби. Прапороносцем на церемоніях відкриття та закриття була легкоатлетка Шріяні Кулаванса. Атлети Шрі-Ланки не завоювали жодної медалі.

## Легка атлетика
Трекові та шосейні дисципліни
| Спортсмен           | Дисципліна                  | Раунд 1   | Раунд 1 | Раунд 2       | Раунд 2    | Півфінал   | Півфінал   | Фінал      | Фінал      |
| Спортсмен           | Дисципліна                  | Результат | Місце   | Результат     | Місце      | Результат  | Місце      | Результат  | Місце      |
| ------------------- | --------------------------- | --------- | ------- | ------------- | ---------- | ---------- | ---------- | ---------- | ---------- |
| Чінтака де Зойса    | 100 м, чоловіки             | 10:55     | 58      | не пройшов    | не пройшов | не пройшов | не пройшов | не пройшов | не пройшов |
| Сугат Тілакаратне   | 400 м, чоловіки             | 45:79     | 17      | 45:78         | 27         | не пройшов | не пройшов | не пройшов | не пройшов |
| Магеш Перера        | 110 м з бар'єрами, чоловіки | 14:24     | 52      | не пройшов    | не пройшов | не пройшов | не пройшов | не пройшов | не пройшов |
| Сусантіка Джаясінгх | 100 м, жінки                | 11:18     | 7       | не фінішувала | —          | не пройшла | не пройшла | не пройшла | не пройшла |
| Шріяні Кулаванса    | 100 м з бар'єрами, жінки    | 13:09     | 23      | 12:91         | 15         | не пройшла | не пройшла | не пройшла | не пройшла |

Польові дисципліни
| Спортсмен      | Дисципліна                  | Кваліфікація | Кваліфікація | Фінал      | Фінал      |
| Спортсмен      | Дисципліна                  | Дистанція    | Місце        | Дистанція  | Місце      |
| -------------- | --------------------------- | ------------ | ------------ | ---------- | ---------- |
| Бенні Фернандо | стрибки у довжину, чоловіки | заступ       | —            | не пройшов | не пройшов |

## Стрибки у воду
| Спортсмен        | Дисципліна              | Кваліфікація | Кваліфікація | Півфінал   | Півфінал   | Разом      | Разом      | Фінал      | Фінал      | Всього     | Всього     |
| Спортсмен        | Дисципліна              | Результат    | Місце        | Результат  | Місце      | Результат  | Місце      | Результат  | Місце      | Результат  | Місце      |
| ---------------- | ----------------------- | ------------ | ------------ | ---------- | ---------- | ---------- | ---------- | ---------- | ---------- | ---------- | ---------- |
| Джанака Біянвіла | трамплін, 3 м, чоловіки | 247,44       | 35           | не пройшов | не пройшов | не пройшов | не пройшов | не пройшов | не пройшов | не пройшов | не пройшов |

## Стрільба
| Спортсмен           | Дисципліна                             | Кваліфікація | Кваліфікація | Фінал      | Фінал      |
| Спортсмен           | Дисципліна                             | Бали         | Місце        | Бали       | Місце      |
| ------------------- | -------------------------------------- | ------------ | ------------ | ---------- | ---------- |
| Пушпамалі Раманаяке | пневматична гвинтівка, 10 м, жінки     | 389          | 25           | не пройшла | не пройшла |
| Пушпамалі Раманаяке | гвинтівка з трьох позицій, 50 м, жінки | 564          | 36           | не пройшла | не пройшла |
| Маліні Вікрамасігх  | гвинтівка з трьох позицій, 50 м, жінки | 565          | 35           | не пройшла | не пройшла |
| Маліні Вікрамасігх  | пневматична гвинтівка, 10 м, жінки     | 381          | 44           | не пройшла | не пройшла |